# イナフ
『イナフ』（Enough）は、マイケル・アプテッド監督による2002年のアメリカ映画。

## ストーリー
喫茶店ダイナーでウェイトレスをしているスリムはある日、ミッチという親切な男に出会い、やがて結婚する。スリムはウェイトレスを辞めて、建設会社を経営する裕福なミッチとの幸せな結婚生活が始まる。やがて娘グレイシーが生まれ、3人で何不自由なく優雅に暮らしていた。だがグレイシーが5歳になった頃、ミッチは毎日浮気を平然と繰り返すようになり、スリムの主張や抗議は全てはねつけて殴りつける。彼は、暴力で家族を従わせようとし、それを“愛”と称する支配欲に満ちた、殿様然とした本性を露にしたのだった。暴力に耐えかねたスリムは娘を連れ逃げ出すが、ミッチは彼女のどんな動きも把握し、執拗に追い詰める。迫りくる恐怖の“愛”から逃げ続けることも限界に達した彼女は、女として母として最後の力を振り絞り、ある決断を下す。

## 登場人物
スリム・ヒラー
演 - ジェニファー・ロペス
ウェイトレス。母を亡くして、高校を中退した過去を持つ。ミッチとの結婚には当初は幸せを感じていたが育児や夫にかまってもらえなくなり、ストレスを感じ、夫の不倫が発覚したことで感情が爆発する。注意力にはムラがあり、グレイシーをちゃんと見ていないことがある一方、ボール遊びをしていたグレイシーがボールで遊ぶ音がしなくなったことで異変に気付いた。ミッチの暴力に立ち向かい格闘技と親権裁判の証拠を揃えるために徹底した調査スキルを身に着ける。
ミッチ・ヒラー
演 - ビリー・キャンベル
スリムの夫。結婚してから狂暴になる。素人ながら格闘技を身に着けたスリムと渡り合うなど白兵戦能力に長ける。
グレイシー・ヒラー
演 - テッサ・アレン
スリムとミッチの娘。5歳。当初は父親の異常性には気づいていなかったが電話でスリムの策略で父の本性を知り見限るようになる。母の味方だが激しい逃走に辟易することもある。
ジニー
演 - ジュリエット・ルイス
スリムの親友。明るい性格。スリムとは喫茶店で一緒に働いていた同僚でもあった。スリムとの友情は本物だがミッチとの交際を進め、事件の発端となったきっかけを作ってしまった人物でもある。ミッチのことは見限っており殺害しても構わない考えをもっている。
ジョー
演 - ダン・ファターマン
スリムの元恋人。シアトル在住。優しい性格でスリムのことを今でも気にかけている。ミッチが雇った、FBI捜査官に変装したゴロツキにナイフを喉元に突き付けられてもスリムとグレイシーの居場所を喋らないなど果敢な性格。
ロビー
演 - ノア・ワイリー
警察官。ダイナーの常連でスリムに付きまとっていた。実はミッチの仲間。
フィル
演 - クリストファー・マー
スリムが働いていた喫茶店のコック。スリムの花婿付添人を務めた。クレイシーを笠にミッチからの逃亡に成功するなど頭が切れる。
ジュピター
演 - フレッド・ウォード
スリムの父。妻子に愛情を持たない冷酷な性格。女性関係が非常に乱れており財産目当てで狂言をよく持たれている。当初はスリムを無下に扱ったがミッチの仲間に脅されたことでスリムを案じるようになり助けるようになる。娘との関係は最悪だったが今回の事件を経て改善された。
ミッチの母
演 - ジャネット・キャロル
資産家で息子とスリムの交際費用を援助した。息子の異常性に気づいていない。
ジム・トラー
演 - ビル・コッブス
弁護士。親切だが法律家としてスリムには厳しい言葉をかけた。
インストラクター
演 - ブルース・A・ヤング
ジュピターの紹介でスリムが身体を鍛えるために行ったジムのインストラクター。
ダーセル
ミッチの不倫相手。スリムの存在を知っていたかは不明だがスリムに自分の存在を知られたことに関しては申し訳なさを感じていた。
ムスタファ
フィルの知人。ミシガンでスリムとグレイシーの世話をした。
ルーシー
ミッチの不倫相手の一人。

## キャスト
| 役名               | 俳優                   | 日本語吹替                 | 日本語吹替                                                                              |
| 役名               | 俳優                   | ソフト版                   | テレビ東京版                                                                            |
| ------------------ | ---------------------- | -------------------------- | --------------------------------------------------------------------------------------- |
| スリム・ヒラー     | ジェニファー・ロペス   | 藤貴子                     | 本田貴子                                                                                |
| ミッチ・ヒラー     | ビリー・キャンベル     | 堀内賢雄                   | 井上和彦                                                                                |
| グレイシー・ヒラー | テッサ・アレン         | 川田妙子                   | 矢島晶子                                                                                |
| ジニー             | ジュリエット・ルイス   | 深見梨加                   | 田村真紀                                                                                |
| ジョー             | ダン・ファターマン     | 今井朋彦                   | 横堀悦夫                                                                                |
| ロビー             | ノア・ワイリー         | 後藤敦                     | 平田広明                                                                                |
| ジュピター         | フレッド・ウォード     | 秋元羊介                   | 田中信夫                                                                                |
| ミッチの母         | ジャネット・キャロル   | 蓬萊照子                   | 沢田敏子                                                                                |
| ジム・トラー       | ビル・コッブス         | 藤本譲                     | 麦人                                                                                    |
| フィル             | クリストファー・マー   | 大山高男                   | 八奈見乗児                                                                              |
| インストラクター   | ブルース・A・ヤング    | 石塚運昇                   | 土師孝也                                                                                |
| テディ             | ルーベン・マデラ       | 吉見一豊                   |                                                                                         |
| ダーセル           | ヘレン・ガードナー     | 斎藤恵理                   |                                                                                         |
| 銀行員             | ルイーザ・アバーナシー | 片桐真衣                   |                                                                                         |
| その他             |                        | 長克巳 田中正彦 前田ゆきえ | 谷昌樹 高川裕也 朝倉栄介 浦山迅 奥田啓人 真山亜子 斉藤梨絵 北西純子 小林麻由子 細野雅世 |
|                    |                        |                            |                                                                                         |
| 初回放送           |                        |                            | 2006年3月2日 『木曜洋画劇場』                                                           |

## 評価
批評家には酷評され、Rotten Tomatoesでは122件のレビューで支持率22%となった。
第23回ゴールデンラズベリー賞では、ジェニファー・ロペスが『メイド・イン・マンハッタン』と合わせて最低主演女優賞にノミネートされた。